# علجوم نهر كولورادو
علجوم نهر كولورادو (الإسم العلمي: Incilius alvarius أو Bufo alvarius)، المعروف أيضًا باسم علجوم صحراء سونورا ، يتواجد هذا النوع في شمال المكسيك وجنوب غرب الولايات المتحدة. يحتوي جسده على سم، وهو عبارة عن نضحة الغدد التي تكون موجودة داخل الجلد، يحتوي السم على 5-مي أو-دي أم تي وبوفوتينين.

## الوصف
يمكن أن ينمو علجوم نهر كولورادو إلى طول يبلغ حوالي 7.5 بوصة (190 مـم) وهو أكبر نوع من أنواع العلجوم في الولايات المتحدة، بصرف النظر عن العلجوم المستقدم، علجوم القصب (الاسم العلمي: Rhinella marina). لهذا العلجوم يوجد جلد ناعم وجلدي الشكل ولونه أخضر زيتوني أو بني مرقش. عينها كبيرة الحجم ولونها ذهبي وبؤبؤ العين ممدود بشكل أفقي، بالضبط خلف عيون هذا العلجوم، توجد Parotoid gland ، التي تكون بارزة وشكلها شبيه بشكل الكلية. يوجد أسفل هذا منطقة خضراء اللون وشاحبة، وتكون دائرية الشكل وكبيرة الحجم، وهذه المنطقة هي tympanum أو طبلة الأذن. عند زاوية الفم يتواجد ثؤلول أبيض اللون، ويوجد هناك غدد بيضاء على الساقين. كل هذه الغدد تنتج إفرازات سامة. توصف الأصوات الندائية لهذا العلجوم بأنها «صفير ضعيف ومنخفض النبرة، وتدوم لمدة أقل من ثانية.» 
الكلاب التي قامت بمهاجمة هذا النوع من العلجوم، عانت من الشلل أو حتى الموت. لقد تعلمت حيواناتالراكون كيفية سحب العلجوم بعيدًا عن أحواض المياه بواسطة ساقها الخلفية، وقلب العلجوم على ظهره والبدء بالتغذي على بطنه، وهي إستراتيجية تبقي الراكون بعيدًا عن الغدد السامة. على عكس الفقريات الأخرى، يحصل هذا المخلوق البرمائي على الماء في أغلب الأوقات عن طريق الإمتصاص التناضحي عبر بطنه. أنواع العلجوم في عائلة العلجوم الحقيقي لديها منطقة من الجلد تعرف باسم «رقعة المقعد»، والتي تمتد من منتصف البطن إلى الساقين الخلفيتين وهي منطقة متخصصة في معالجة التجفاف بالمياه بشكل سريع. تتم معظم عملية معالجة التجفاف من خلال امتصاص الماء من المسابح الصغيرة أو من أي نقاط رطبة.

## الموائل والتوزيع

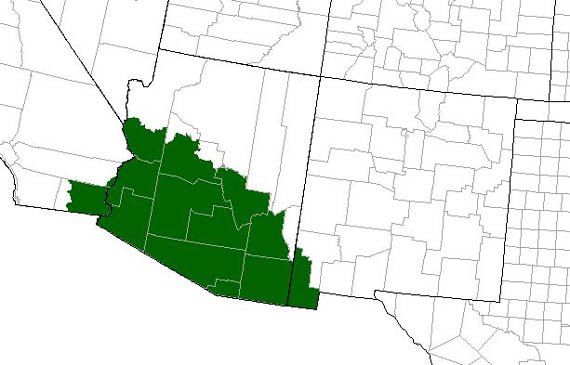
مدى تواجد نوع علجوم نهر كولورادو (الإسم العلمي : Incilius alvarius) في الولايات المتحدة (يسكن أيضًا شمال غرب المكسيك)

يتواجد علجوم نهر كولورادو في مناطق نهر كولورادو السفلى ومستجمعات المياه لنهر جيلا، وذلك في جنوب شرق ولاية كاليفورنيا وولاية نيو مكسيكو والمكسيك ومعظم جنوب ولاية أريزونا. يعيش نوع العلجوم هذا في كل من المناطق الصحراوية ومناطق المناخات الشبه قاحلة في جميع أنحاء مدى تواجده. وهي مخلوقات شبه مائية، وغالبًا ما تتواجد في جداول المياه، بالقرب من الينابيع، في القنوات وخنادق الصرف، وأحواض المياه.  من المعروف أن علجوم نهر كولورادو يتكاثر في المسطحات المائية الاصطناعية (على سبيل المثال، وحدات التحكم في الفيضانات، والخزانات) ونتيجة لذلك، ربما تم حدوث تغيير في توزيع وتكاثر هذه الأنواع مؤخرًا في جنوب-وسط أريزونا. غالبًا ما، يتخذ هذا العلجوم من جحور القوارض منزلا له، وهو مخلوق ليلي.

## علم الأحياء
علجوم نهر كولورادو متقارب جينيا مع ذو قدم المجرفة (الاسم العلمي: Scaphiopus spp.)، علجوم السهول الكبير (الاسم العلمي: Anaxyrus cognatus)، العلجوم الأحمر المرقط (الاسم العلمي: Anaxyrus punctatus)، وعلجوم وودهاوس (الاسم العلمي: Anaxyrus woodhousei). مثل العديد من أنواع العلجوم الأخرى، يقوم هذا العلجوم بالإفتراس بشكل فعال ويتغذى على اللافقاريات والسحالي والثدييات الصغيرة والبرمائيات. الموسم الأكثر نشاطًا لهذا العلجوم هو ما بين شهر مايو - وشهر سبتمبر، وذلك بسبب زيادة هطول الأمطار (وهو أمر مهم بما يخص التكاثر). يتراوح متوقع عمر علجوم نهر كولورادو (الاسم العلمي: I. alvarius) من 2 إلى 4 سنوات بين أفراد هذا النوع من العلجوم المتواجدة عند سد طين اللبن في مقاطعة ماريكوبا ، أريزونا؛ ومع ذلك، فإن الأنواع الأخرى في عائلة العلجوم لها عمر أطول، من 4 إلى 5 سنوات. تبقى الانتماءات التصنيفية المتعلقة بعلجوم نهر كولورادو (الاسم العلمي: I. alvarius) غير واضحة، ولكن فيما يخص النواحي المناعية، يعتبر هذا العلجوم قريب من مجموعتي boreas وvalliceps.

## التكاثر
يبدأ موسم التكاثر في شهر مايو، عندما يبدأ موسم الأمطار، ويمكن أن يستمر حتى شهر أغسطس. عادة، بعد 1-3 أيام من هطول المطر، تبدأ العلاجم في وضع البيض في أحواض المياه أو الجداول التي تحمل مياه التي يكون تيارها بطيئ الحركة أو مسابح المياه المؤقتة أو أي بنية من صنع الإنسان التي قد تحمل المياه. قطر البيض هو حوالي 1.6 مم، ومتباعدة عن بعضها بمسافة حوالي 5-7 سم، وتكون محتوية في أنبوب واحد طويل من المادة الهلامية، تكون حدود هذه المادة غير ثابتة ولكن يمكن تمييزها. يمكن لأنثى العلجوم من هذا النوع أن تضع ما يصل إلى حوالي 8,000 بيضة.

## الإستخدامات كأنتاوغن
(أنتاوغن أو إنثيوجن, بالإنجليزية: Entheogen، هو أي نوع من السموم أو أي نوع مادة -مخدرات مثلا- ، التي يتم تعاطيها لكونها تسبب تجارب روحانية عميقة). نظام الدفاع الأساسي عند هذا العجلوم هو غدد التي تنتج سمًا، وقد يكون هذا السم فعالًا بما فيه الكفاية للتسبب بقتل كلب كبير الحجم. تنتج هذه الغدد أيضًا مادة 5-مي أو-دي أم تي  وبوفوتينين (التي سميت تيما بجنس علجوم بوفو)؛ كل من هذه المواد الكيميائية تنتمي إلى عائلة التربتامين التي تسبب الهلوسة. استنشاق واحد عميق من هذا السم عند تبخره، ينتج تأثيرًا نفسيًا قويًا في غضون حوالي ما يقارب 15 ثانية. بعد القيام بالإستنشاق، عادة ما يشعر المستخدم بإحساس دافئ، ونشوة، وهلوسات بصرية وسمعية قوية، وذلك بسبب الإنجذاب القوي بين مادة 5-مي أو-دي أم تي وبين الأنواع الفرعية لمستقبلات السيروتونين، مستقبل 5-إتش تي 2 ومستقبل 5-إتش تي 1أ. 
بوفوتينين هو مكون كيميائي في إفرازات وبيوض عدة أنواع من أنواع العلجوم التي تنتمي إلى جنس علجوم بوفو ، لكن علجوم نهر كولورادو (الاسم العلمي: Incillius alvarius) هو نوع العلجوم الوحيد الذي تتواجد فيه مادة البوفوتينين بكميات كبيرة بما فيه الكفاية لإحداث تأثيرات نفسية. تم استخدام مستخلصات من إفرازات هذا العلجوم، التي تحتوي على البوفوتينين ومركبات نشطة حيويًا أخرى، في بعض الأدوية التقليدية مثل تشان سو (ربما مستخلصة من نوع العلجوم الآسوي 'علجوم تشوسان' ، الاسم العلمي: Bufo gargarizans)، والتي تم استخدامها طبيًا على مدى قرون جويلة في دولة الصين.
هذا النوع من العلجوم، «تم رسمه بشكل متكرر في فنون أمريكا الوسطى»،  الأمر الذي فسره بعض المؤلفين على أنه يشير إلى أن التأثيرات الناتجة من تناول إفرازات علجوم الذي ينتمي لمجموعة علجوم بوفو (بالإنجليزية: Bufo), كانت معروفة في أمريكا الوسطى لسنوات عديدة؛ ومع ذلك، يشكك الآخرون في أن هذا الفن يقدم «أدلة تاريخية عرقية» كافية لدعم هذا الادعاء. 
بالإضافة إلى مادة البوفوتينين، تحتوي الإفرازات التي تفرزها أنواع علجوم بوفو، على غليكوسيدات قلبية أيضًا التي تشبه الديجوكسين، ويمكن أن يؤدي إبتلاع السم للموت. تناول البشر لسموم وبيض أنواع هذا العلجوم (أو سموم أي أنواع من مجموعة علجوم بوفو)، أدى إلى العديد من حالات التسمم التي تم الإبلاغ عنها،    وقد أدى بعض حالات التسمم هذه إلى الوفاة. 
تشير التقارير المعاصرة إلى أنه تم استخدام سموم العلجوم المحتوية على البوفوتينين كنوع من أنواع العقاقير الاستجمامية؛ كما يفترض كمنشط جنسي طبيعي،  تناولها عن طريق الفم في شكل تشانسو (ch'an su)،  وكنوع من أنواع العقاقير المخلة بالنفس، سواء عن طريق تدخين أو عن طريق تناول إفرازات نوع من أنواع علجوم بوفو، أو عن طريق أكل جلود العلجوم المجففة. وقد أدت عادة تشانسو وعادة حجر الحب (عادة شبيهة، حيث يتم إعداد سموم علجوم وتناولها كمنشط جنسي في جزر الهند الغربية) إلى العديد من حالات التسمم وإلى موت واحد على الأقل. تم ذكر ممارسات تناول إفرازات العلجوم بواسطة إستهلاكها كطعام في الثقافات الشعبية وفي العديد من الأدب العلمي، حيث تم الإشارة لها بواسطة استعمال الكلمات: لعق العلجوم، وقد لفت هذا الأمر انتباه وسائل الإعلام. ألبرت موست، مؤسس كنيسة علجوم الضوء ومؤيد للإستخدامات الروحانية لعلجوم نهر كولورادو، قام بنشر كتيباً بعنوان بوفو الفاريوس: علجوم صحراء سونورا المخل بالنفس، - يشير الاسم بوفو الفاريوس إلى الاسم العلمي لهذا العلجوم، Bufo alvarius- (اسم الكتيب باللغة الإنجليزية: Bufo alvarius: The Psychedelic Toad of Sonoran Desert)؛   وقد نشر هذا الكتيب في عام 1983 وفيه شرح كيفية استخراج وتدخين الإفرازات السامة.

### قوانين الدولة
حظي هذا النوع من العلجوم بإهتمام وطني في الولايات المتحدة في عام 1994، وكان ذلك بعد أن نشرت مجلة نيويورك تايمز عن مدرس في كاليفورنيا الذي أصبح أول شخص يتم القبض عليه لحيازته إفرازات هذا النوع من العلجوم.  المادة المتكلم عنها، البوفوتينين، تم حظرها في كاليفورنيا منذ عام 1970.

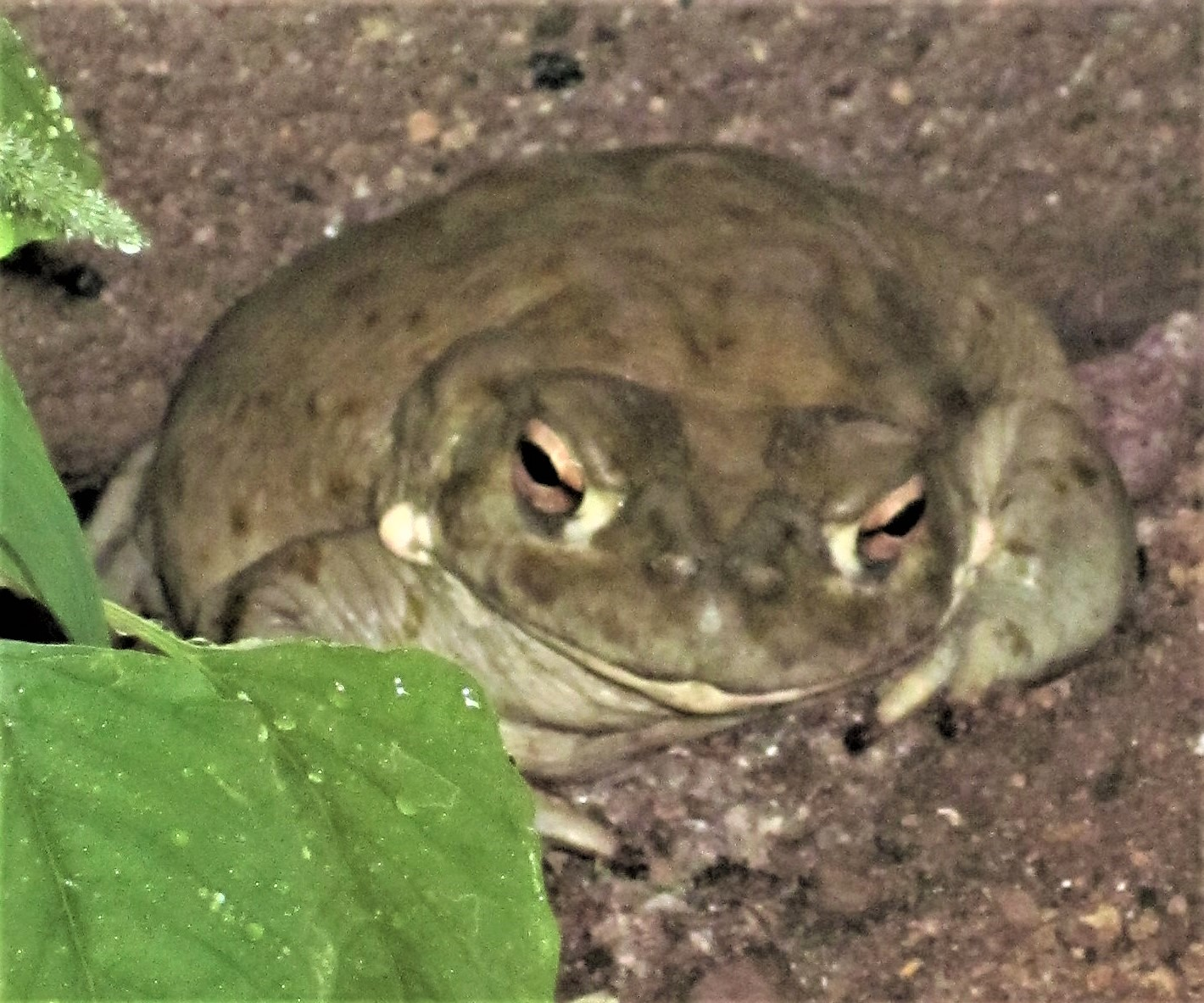
صورة لالضفدعألتقطتلخلال فترة لليلفي توسان

في شهر نوفمبر عام 2007، تم القبض على رجل في كانساس سيتي بولاية ميزوري وبحزوته علجوم من نوع علجوم نهر كولورادو (الاسم العلمي: I. alvarius) ، وأتهم نتيجة ذلك بحيازة مادة خاضعة للرقابة بعد أن تحدد أنه كان ينوي استخدام إفرازات العلجوم لأهداف ترفيهية.  في ولاية أريزونا، يمكن للمرء أن يحزم بشكل قانوني ما يصل إلى 10 أفراد من هذا النوع من العلجوم برخصة صيد الأسماك، ولكن يمكن أن يشكل ذلك انتهاكًا إجراميًا إذا تم الإثبات أن الهدف من إمتلاك هذا العلجوم هو من أجل تدخين إفرازاته.
لا تسمح قانونيا أي ولاية من الولايات الأمريكية التي يتواجد فيها (أو كان يتواجد بها) علجوم نهر كولورادو (الاسم العلمي: I. alvarius) كنوع متوطن - كاليفورنيا وأريزونا ونيو مكسيكو - من أن يقوم الشخص بنقل العلجوم من الولاية. على سبيل المثال، إدارة إدارة أريزونا للأسماك والصيد الترفيهي في ولاية أريزونا، تنص بوضوح القانون في ولاية أريزونا: «لا يجوز للفرد ... تصدير أي مخلوق بري حي من الولاية؛ 3. نقل، إمتلاك، عرض للبيع، بيع، بيع كطعم حي، تجارة، إهداء، شراء، إيجار، تأجير، عرض، إظهار، نشر (أي إمساك كائن حي معين في منطقة معينة وإطلاق سراحه في منطقة أخرى)... داخل الدولة. . .» 
في ولاية كاليفورنيا، تم تصنيف وإدراج علجوم نهر كولورادو (الاسم العلمي: I. alvarius) على أنه «مهدد بالانقراض» وحيازة هذا النوع من العلجوم يعتبر غير قانوني. «لا يجوز إصطياد أي زواحف أو برمائيات أصلية التواجد في الولاية أو الإستيلاء على أي جزء منها أو جمعها أو قتلها أو إيذاءها عمداً أو حيازتها أو شرائها أو نشرها (أي إمساك كائن حي معين في منطقة معينة وإطلاق سراحه في منطقة أخرى) أو بيعها أو نقلها أو استيرادها أو تصديرها. . .» 
في ولاية نيو مكسيكو، تم إدراج هذا النوع من العلجوم على أنه «مهدد» (بخطر الإنقراض)، وبالتالي، مثل غيرها من الأماكن، يعتبر إصطياد عجلوم نهر كولورادو (الاسم العلمي: I. alvarius) غير قانوني في تلك الولاية. 

## روابط خارجية
- AmphibiaWeb: علم الأحياء وحفظ المعلومات
- أريزونا: جمعية توكسون هيربيتولوجي - صور